# Erich Buschenhagen
Erich Buschenhagen (Strasburgo, 8 dicembre 1895 – Oberstdorf, 13 settembre 1994) è stato un generale tedesco della Wehrmacht durante la seconda guerra mondiale.

## Biografia
Erich Buschenhagen nacque a Strasburgo l'8 dicembre 1895. All'inizio della Prima guerra mondiale si arruolò come soldato nell'esercito imperiale tedesco e nel 1918 fu promosso a tenente. Durante la guerra gli furono concesse entrambe le Croci di Ferro. Dopo la sua creazione servì il Reichswehr e nel 1925 divenne capitano, nel 1933 fu promosso a maggiore, mentre nel 1935 divenne tenente colonnello. Nell'autunno 1939 prese parte alla campagna di Polonia con il XXI Armeekorps e nell'aprile 1940 all'occupazione della Norvegia.
Nell'agosto 1941 venne promosso a maggiore generale.  Il 18 giugno 1942 fu nominato comandante della 15ª divisione di fanteria in Francia e nel marzo 1943 la divisione fu spostata nella sezione meridionale del fronte orientale. Lì fu promosso tenente generale nel luglio 1943. Fu insignito della Croce di Cavaliere della Croce di Ferro il 5 dicembre 1943 per le prestazioni difensive della sua divisione di fanteria a nord di Kryvyj Rih. 
Il 20 novembre 1943 assunse la guida del LII. Armeekorps e inoltre a metà febbraio 1944 fu promosso generale di fanteria. Il 12 maggio 1944 venne anche menzionato per nome nel rapporto della Wehrmacht: "Nella distruzione della testa di ponte nemica sul Basso Dniester, riferita ieri, le truppe guidate dal generale di fanteria Buschenhagen hanno distrutto sette divisioni fucilieri nemiche e parti di una divisione artiglieria e contraerea." Per la distruzione di questa testa di ponte sovietica sul basso Dnestr nel maggio 1944, il 4 luglio gli fu assegnata la Croce di Cavaliere della Croce di Ferro con Foglie di Quercia. Nell'agosto 1944, dopo l'offensiva Iași-Kišinëv, fu fatto prigioniero dalle truppe dell'Armata Rossa e fu rilasciato in patria solamente nell'ottobre 1955.
Morì a Oberstdorf il 13 settembre 1994.

## Onorificenze
Onorificenze tedesche
Onorificenze straniere